# Riera de Cogolls
La riera de Cogolls est affluent, sur la rive droite, de la rivière Brugent, rivière des comarques de la Garrotxa et de la Selva, c'est l’un des principaux affluents du fleuve Ter. 
Le ruisseau naît sur le versant ouest du Puig Rodó, contrefort sud de la Serra de Finestres et draine la vallée des Cogolls, où se trouve la commune de Les Planes d'Hostoles . 
Ce ruisseau a de nombreuses cascades, avec des plantes pétrifiées caractéristiques, dont l’apparence est due à de nombreuses failles qui coulent ou dressent des blocs rocheux qui contrôlent l’existence de nombreuses sources d’eau souterraines, qui abondent de bicarbonate de calcium dissous. Cela pétrifie lentement les plantes et forme les travertins. Le sel du Gorg del Molí dels Murris est le plus connu et le plus populaire.